# Mistrzostwa Świata FIBT 1954
Mistrzostwa Świata FIBT 1954 odbyły się w dniu 1 lutego 1954 we włoskiej miejscowości Cortina d’Ampezzo, gdzie rozegrano konkurencję męskich dwójek i czwórek bobslejowych.

## Dwójki
- Data: 1 lutego 1954

| Miejsce | Państwo           | Zawodnik                              | Czas |
| ------- | ----------------- | ------------------------------------- | ---- |
| 1       | Włochy            | Guglielmo Scheibmeier Andrea Zambelli | –    |
| 2       | Włochy            | Italo Petrelli Luigi Figoli           | –    |
| 3       | Stany Zjednoczone | Stan Benham James Bickford            | –    |

## Czwórki
- Data: 1 lutego 1954

| Miejsce | Państwo    | Zawodnik                                                         | Czas |
| ------- | ---------- | ---------------------------------------------------------------- | ---- |
| 1       | Szwajcaria | Fritz Feierabend Harry Warburton Gottfried Diener Heinrich Angst | –    |
| 2       | RFN        | Hans Rösch Michel Pössinger Dix Terne Sylvester Wackerle         | –    |
| 3       | NRD        | Theo Kitt Josef Grün Klaus Koppenberger Lorenz Nieberl           | –    |

## Tabela medalowa
| Miejsce | Państwo    |   |   |   | Razem |
| ------- | ---------- | - | - | - | ----- |
| 1.      | Włochy     | 1 | 1 | 0 | 2     |
| 2.      | Szwajcaria | 1 | 0 | 0 | 1     |
| 3.      | RFN        | 0 | 1 | 0 | 1     |
| 4.      | NRD        | 0 | 0 | 1 | 1     |